# Róisín Heneghan
 (décembre 2015).
Si vous disposez d'ouvrages ou d'articles de référence ou si vous connaissez des sites web de qualité traitant du thème abordé ici, merci de compléter l'article en donnant les références utiles à sa vérifiabilité et en les liant à la section « Notes et références ».
Pour les articles homonymes, voir Roisin (homonymie).
Róisín Heneghan est une architecte et designer irlandaise. C'est la cofondatrice des Heneghan Peng Architects (en), deux sociétés d'architecture basées à Dublin et à Berlin, avec Shih-Fu Peng.

## Éducation
Róisín Heneghan a étudié et reçu un baccalauréat à la University College Dublin à Dublin et détient un Master en Architecture de l'Université Harvard.

## Réalisation
- Centre d'accueil de la Chaussée des Géants
- Grand Musée égyptien, Le Caire, 2017
- Musée palestinien, 2016

## Sources
- Róisín Heneghan sur architectsjournal.co.uk
- Notice des entretiens de Chaillot sur le site de la Cité de l'architecture